# Niszczyciele typu Turbine
Niszczyciele typu Turbine – typ ośmiu włoskich niszczycieli zbudowanych dla Regia Marina (włoskiej marynarki wojennej) w drugiej połowie lat 20. XX wieku, zaprojektowanych jako większa wersja okrętów typu Sella.
Wszystkie okręty zostały zatopione w wyniku działań wojennych podczas II wojny światowej. Sześć okrętów utracono w 1940 roku na skutek ataków alianckich okrętów i sił powietrznych. Niszczyciel „Euro” został zatopiony wkrótce po kapitulacji Włoch, 1 października 1943 roku przez samoloty niemieckiego Luftwaffe. „Turbine” został przejęty przez Niemców i wcielony do Kriegsmarine jako TA 14, po czym 16 września 1944 roku zatonął na skutek nalotu amerykańskiego lotnictwa.

## Okręty
- „Aquilone”(inne języki)
- „Borea”(inne języki)
- „Espero”(inne języki)
- „Euro”(inne języki)
- „Nembo”(inne języki)
- „Ostro”(inne języki)
- „Turbine”(inne języki) (po kapitulacji Włoch przejęty przez Kriegsmarine, gdzie służył jako TA 14)
- „Zeffiro”(inne języki)